# Tetrastigma backanense
Tetrastigma backanense är en vinväxtart som beskrevs av François Gagnepain. Tetrastigma backanense ingår i släktet Tetrastigma och familjen vinväxter. Inga underarter finns listade i Catalogue of Life.